# Triodontella flavipennis
Triodontella flavipennis är en skalbaggsart som beskrevs av Moser 1924. Triodontella flavipennis ingår i släktet Triodontella och familjen Melolonthidae. Inga underarter finns listade i Catalogue of Life.